# Imrich Parák
Imrich Parák (4. září 1868 [uváděno též 2. listopadu 1868] Abrahám – 17. června 1934 Trnava) byl slovenský a československý národohospodář, politik a poslanec Revolučního národního shromáždění.

## Biografie
Studoval na zemědělské škole a pak hospodařil na velkostatku v Trnavě. Angažoval se v národním hnutí. Byl členem Slovenské národní rady. Zasloužil se o rozvoj slovenského finančnictví. V letech 1907–1922 byl místopředsedou Hospodářské banky v Trnavě a od roku 1924 předsedou Rolnické vzájemné pokladny v Trnavě.
Zasedal v Revolučním národním shromáždění za slovenský klub (slovenští poslanci Revolučního národního shromáždění ještě nebyli organizováni podle stranických klubů). Mandát poslance nabyl v březnu 1919. Profesí byl rolníkem.
Byl členem správní rady Slovenské banky v Bratislavě a před rokem 1918 a opět po roce 1923 zasedal v župním zastupitelstvu.